# Sint-Jan Baptistkerk (Huizingen)

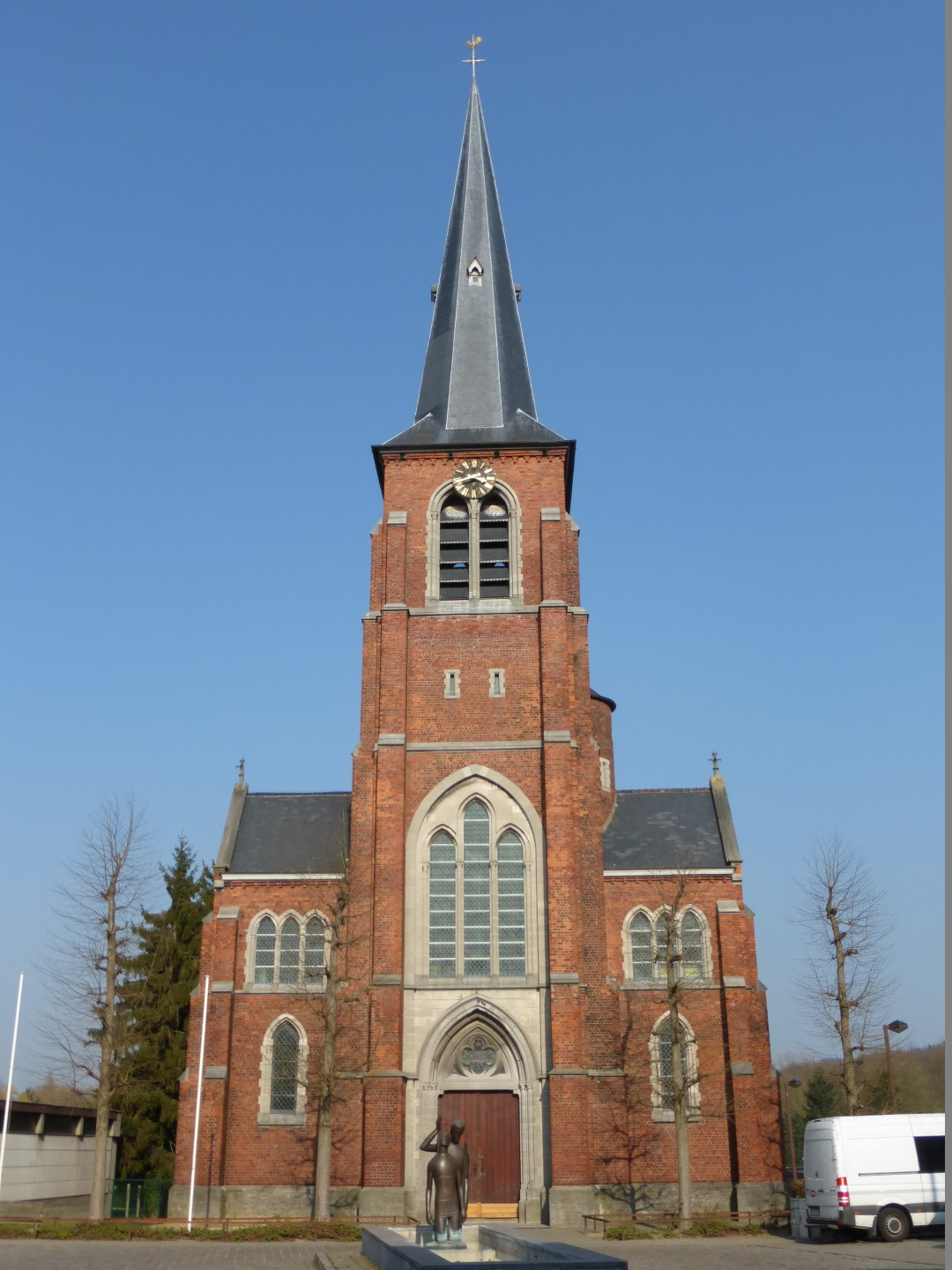
Sint-Jan Baptistkerk

De Sint-Jan Baptistkerk is de parochiekerk van de tot de Vlaams-Brabantse gemeente Beersel behorende plaats Huizingen, gelegen aan de Henri Torleylaan 60A.

## Geschiedenis
Er bestond reeds een kleine gotische kerk maar vanwege de sterke bevolkingstoename wenste men een grotere kerk. De oude kerk was een bedevaartoord voor Sint-Leonardus die aangeroepen werd tegen de pest en waar de bedevaartgangers sinds 1820 beloond werden met een volle aflaat. Ook deze bedevaart ging over op de nieuwe kerk.
Als kerkmeubilair werd aanvankelijk dat uit de oude kerk gebruikt, maar nieuw meubilair werd besteld en begin 20e eeuw waren de belangrijkste objecten aangekomen.
Deze kerk werd in 1887-1889 gebouwd in neogotische stijl naar ontwerp van Charles de Maeght. De kerk kwam op een meer centrale plaats te staan.

## Gebouw
Het betreft een basilicale kruisbasiliek met voorgebouwde westtoren van vier geledingen, ingeplant tussen een doopkapel en een berging. Het koor is vijfzijdig afgesloten.

## Interieur
Er is een 15e-eeuws schilderij Johannes de Doper en een 17e-eeuws schilderij Doop van Christus. Een gotisch kruis is 15e-eeuws en uit de 16e eeuw is een beeld van Sint-Anna-te-Drieën. Uit begin van de 18e eeuw stammen beelden van Sint-Petrus en Sint-Paulus. Ook de communiebank en twee biechtstoelen zijn 18e-eeuws. De neobarokke preekstoel is van 1857. Veel neogotisch meubilair is van 1901-1909.
In 2000 werd voor de kerk een beeld van Johannes de Doper opgericht uit 1965, vervaardigd door Camille Colruyt.